# BR-423

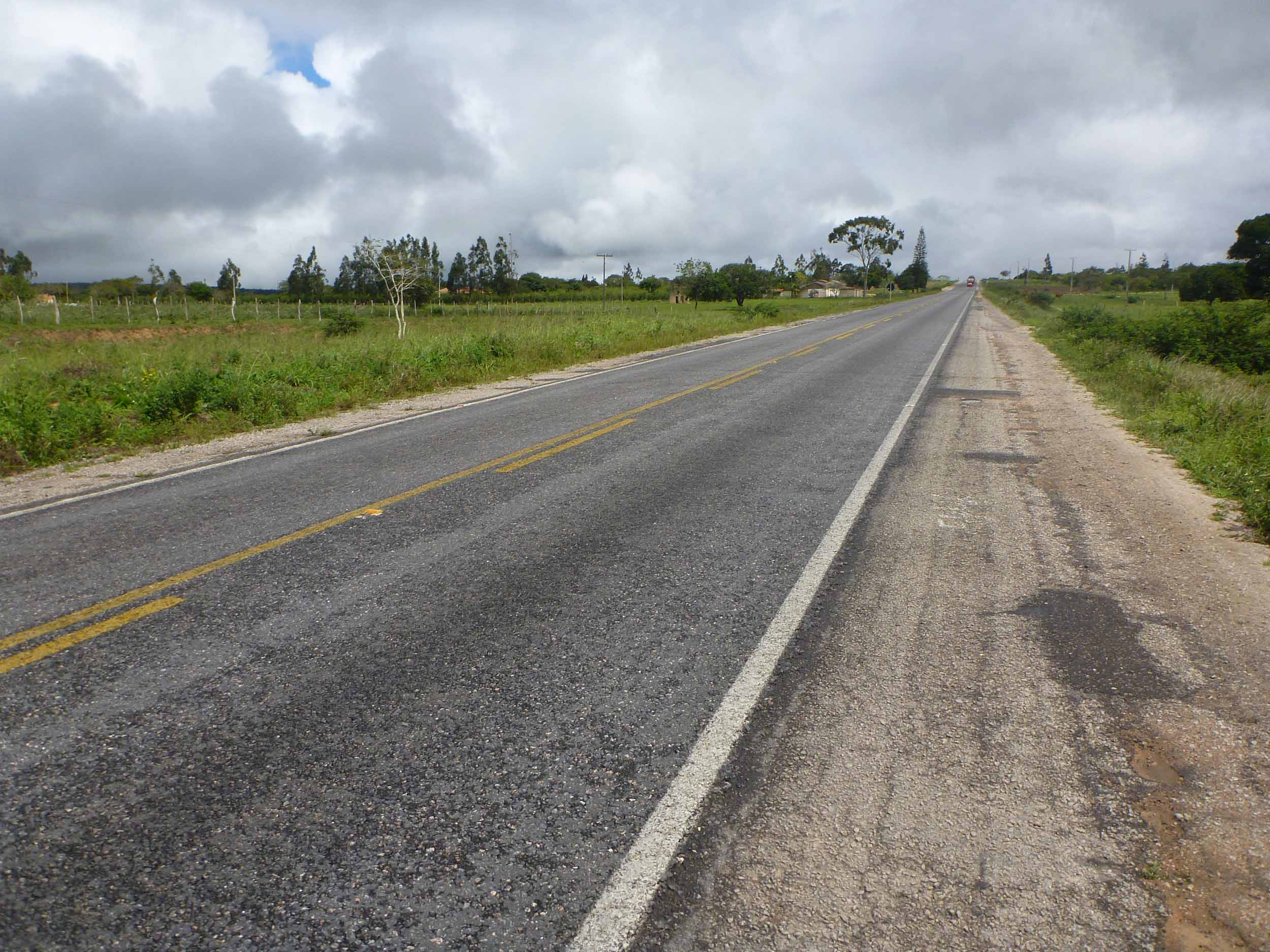
A BR-423 em Pernambuco

A BR-423 é uma rodovia federal brasileira. 
Tem seu início oficial em Caruaru. Nos primeiros quilômetros, passa pela duplicada BR-232, até a cidade de São Caetano. Na sequência, a rodovia segue em direção a Cachoeirinha, Lajedo e Garanhuns, considerada uma cidade com importância turística, pelo fato de ter um famoso festival de inverno. Desde 2014 há planos da rodovia ser duplicada cerca de 80 km entre São Caetano até Garanhuns. 
O Diário Oficial da União publicou na terça-feira, 04 de Julho de 2014, a Lei nº 13.461/17, de autoria do senador Armando Monteiro (PTB-PE), que denomina “Rodovia Mestre Dominguinhos” o trecho da BR-423 entre as cidades de São Caetano e Garanhuns, no Agreste pernambucano.
Seguindo, a rodovia atravessa parte do Agreste, e em seguida a região de Delmiro Gouveia, em Alagoas. O ponto final da rodovia, por enquanto, está em Paulo Afonso, na Bahia, mas ainda há planos desta rodovia se estender até Juazeiro.